# Blaxhall
Blaxhall is een civil parish in het Engelse graafschap Suffolk met 233 inwoners.